# Sibeth Ndiaye
Sibeth Ndiaye (Dakar, 13 dicembre 1979) è una politica francese di origini senegalesi, portavoce del governo francese dal 2019 al 2020.

## Biografia
Nata a Dakar nel 1979, Sibeth ha trascorso gran parte della sua adolescenza nel Senegal fino a trasferirsi a Parigi all'inizio degli anni '90, dove frequenta il liceo Montaigne. Dopo aver proseguito gli studi all'Université Paris-Diderot, si laurea in economia nel 2007.
In contemporanea con i suoi studi, è stata un membro attivo dell'UNEF. Nel 2002 aderisce al Partito Socialista. Residente a Saint-Denis, nel 2016 aderisce al partito En Marche ! fino ad essere nominata nel 2019 come nuovo portavoce del governo francese in sostituzione del dimissionario Benjamin Griveaux dal presidente francese Emmanuel Macron.